# 東京卍復仇者
《東京卍復仇者》（日语：東京卍リベンジャーズ）是和久井健創作的少年漫畫，簡稱《東卍》或者《東復》。故事講述主角花垣武道企圖用穿越時空的能力拯救親友，以不良少年為題材的青春熱血漫畫作品。本作品為2020年講談社漫畫獎少年部門得獎作，2024年4月單行本全球累計發行量已突破8000萬本。。在2021~2023年年度總銷售排名第3、2、9名。以《東京復仇者》的片名來播放改編電視動畫、上映真人電影以及演出舞台劇。

## 故事大綱

### 開端
花垣武道看到前女友橘日向及其弟直人捲入「東京卍會（以下簡稱東卍）」鬥爭喪命的新聞，接著他因掉落月台的事故穿越回國中二年級時，他藉機告訴直人未來之事，誰知講完話後雙方握手，武道就回到2017年的現代，而原應死亡的直人成為刑警出現。直人拜託武道回2005年，阻止使東卍從暴走族壯大為黑幫的「佐野萬次郎」與「稀咲鐵太」相遇以拯救日向。武道再穿越，認識了東卍總長萬次郎與二把手龍宮寺堅，他發現兩人都非惡人，與後來無惡不作的東卍迥異，遂回現代尋找線索得知龍宮寺當年死於東卍內鬥。

### 8.3鬥爭篇（漫畫1-4卷）
武道至2005年，此時東卍為了復仇與「愛美愛主」開戰，雖勝利告終，但有一名東卍成員持刀刺傷愛美愛主的總長，最後該成員自首，萬次郎與龍宮寺堅卻因此齟齬。雖然在武道干涉下兩人和解，但想趁機生事的愛美愛主餘黨及東卍叛徒，仍在8月3日襲擊龍宮寺，不過龍宮寺因武道等人的努力而獲救。回到現代，歷史已被改變，日向仍然在生，但沒多久日向又因東卍策劃的車禍死亡。武道後來得知龍宮寺堅成為死刑犯，而一切惡行皆是稀咲指使。

### 血腥萬聖節篇（漫畫5-9卷）
武道至過去碰上「芭流霸羅」下戰帖，東卍為添勢力任命原愛美愛主的稀咲為参番隊隊長。壹番隊隊長場地圭介叛變至芭流霸羅，副隊長松野千冬向武道表示，場地是去臥底找尋稀咲為幕後黑手之證據。武道因穿越得知此次大戰：東卍舊成員羽宮一虎將刺殺場地，萬次郎會打死一虎，稀咲則藉善後之機掌權。2005年10月31日，他力阻命案發生，最終場地仍身亡，但一虎未死, 因為武道而得救。之後武道成為壹番隊隊長，他再回現代已成東卍高級幹部，但總長稀咲指武道、千冬為內鬼，2017年11月18日，稀咲舉槍殺死千冬，此時出獄的一虎救下武道，一虎認為武道被操控了，用拳打腳踢要罵醒武道，這個世界的武道已經墮落到千冬無法信任，千冬開車找到了一虎，並說明東萬所有的一切改變了東萬的初衷，（稀咲把疑似內鬼殺死，幫助武道的一虎則逃離稀咲的魔掌），武道問一虎東卍的現狀，對於Mikey的極惡，一虎告訴武道東卍因稀咲和原黑龍組導致變質，需要武道的幫忙。武道對東卍的狀況很內疚，認為是自己害死千冬的，一虎說出稀咲殺死千冬的原因是千冬將他逼入困境。一虎把武道帶到直人身邊，但直人要把武道抓了，因為在這個未來是已經墮落的武道親自命令殺掉橘日向。最後武道再度跟直人握手穿越至2005年。武道很感謝一虎、千冬的情報，他下定決心把稀咲和原黑龍組趕出東卍，這樣Mikey才不會墮落下去。

### 聖夜決戰篇（漫畫9-13卷）
回到過去2005年的武道發現退出東卍的柴八戒，就是將殺死其兄黑龍總長柴大壽並帶黑龍加入東卍者。他對千冬坦白穿越一事，面對現在千冬是為武道而死（為了包庇武道把藏關鍵證據），而對八戒欲弒兄以救被家暴的姊姊柚葉，他們礙於跟黑龍之和平協議，只能私下阻止。2005年12月25日，稀咲與半間假意幫助實則作梗，使武道等人與黑龍起衝突，真正的行刺者柚葉趁機下手未遂，最後萬次郎到場擺平大壽。黑龍認輸，繼承者乾、九井宣布加入東卍，稀咲終於因慫恿武小道他們把刀子給柚葉行刺被除名東卍就連半間.稀咲連同被Mikey除名東卍，已經讓東卍發瘋的兩勢力終於解決事情後，新年後武道回到現代，卻發現不單日向車禍死亡，東卍成員也陸續遇害，而嫌犯竟是萬次郎。萬次郎要武道殺了他，兩人僵持中直人從旁擊斃萬次郎，武道下決心為了拯救大家所以再度穿越至過去2005年。

### 天竺篇（漫畫13卷-21卷）
2006年初橫濱的幫派「天竺」攻擊東卍，武道聽聞他在天竺的友人鶴蝶說總長黑川伊佐那被稀咲利用。武道回現代找尋情報時巧遇柴大壽，他對武道和直人說明當年「關東事變」的結局為天竺與東卍抗爭後合併，總長為萬次郎，其之下是稀咲、伊佐那，之後東卍成了犯罪集團。談話間東卍人馬現身要抓武道與直人，兩人遭槍擊，武道與重傷的直人握手後穿越。定於初代黑龍成立之日的2月22日當晚一決勝負，另一邊稀咲卻對艾瑪痛下殺手，此等不幸使萬次郎、龍宮寺鬥志全失，再加上之前東卍兩名隊長遭偷襲受傷、伍番隊叛離，其他人本不欲應戰，但經過武道和千冬的激勵，眾人昂然赴會。日向對萬次郎與龍宮寺揭露武道穿越一事後，三人便至決鬥現場，最終伊佐那於打鬥中輸給了萬次郎，並且為救鶴蝶而被稀咲槍殺身亡，稀咲則遭遇車禍而死。

### 三天戰爭篇（漫畫22卷-31卷）
回到當代的武道在和日向的婚禮前被MIKEY射殺，因MIKEY希望得到救贖而再次穿越到十年前。2008年7月7日，關東卍會於三方決戰取得勝利。2008年9月9日，武道帶領二代目東京卍會對決MIKEY的關東卍會時被MIKEY用劍刺死。最終MIKEY和武道二人一同穿越到孩童時代，改變了稀咲和大家一直敵對的立場。場地、艾瑪和龍堅會死去的未來也被修正了。

## 登場角色

### 主要角色
花垣武道（Hanagaki Takemichi）
聲優：新祐樹
演員：北村匠海（電影）；木津翼（舞台劇）；竹中凌平（音樂劇）
通稱「武小道」、「愛哭鬼」。隸屬：「溝中五人眾」→「東京卍會」貳番隊隊員→「東京卍會」壹番隊隊長、「黑龍」第十一代總長、「東京卍會」初代總長代理→「梵」成員→「東京卍會」二代目總長→「東京卍會」總長代理。出生：1991年6月25日，身高：165cm（過去），血型：A型，愛車：CB250T(Mikey贈)
在原世界線於25歲時與日向因為被東卍的衝突波及而死亡。武道第一次穿越後偶然遇見了直人，並說出了12年後的7月1日日向和他都會死，要直人好好保護姐姐。與直人握手後，武道再次回到現代，醒來後發現被已為刑警的直人所救，並且知道兩人透過握手能回到12年前的今天。於結局將穿越時空的能力轉讓給Mikey並且兩人一起回到小時候拯救了所有人。在未來娶日向為妻。
橘日向（Tachibana Hinata）
聲優：和氣杏未
演員：今田美櫻（電影）；花瀬琴音（舞台劇）；佐佐木舞香（音樂劇）
出生：1991年5月21日，身高：153cm（過去），血型：A型。
為人正直敢言，小六時與稀咲在放學回家途中見到中學生虐貓，不顧稀咲勸阻上前制止，即將遭到中學生欺凌時被武道搭救，因而喜歡上武道，中學時向武道告白並交往。在原始世界線，26歲時因「東卍」身亡。由於武道為了解救她多度使用能力穿越時空改變未來，使她得以逃過死劫，在結局中正式和武道結婚。
橘直人（Tachibana Naoto）
聲優：逢坂良太、平田真菜〈少年〉
演員：杉野遙亮（電影）；野口準（舞台劇）；佐藤信長（音樂劇）
日向的弟弟，與武道握手可使武道穿越12年前. 後的時間線, 於第二次世界線後擔任刑警，階級為巡查部長。
佐野萬次郎（Sano Manjirō）
聲優：林勇、菲魯茲·藍（少年）
演員：吉澤亮（電影）；松田凌（舞台劇）；北村諒（音樂劇）
通稱「Mikey」。隸屬：「東京卍會」總長→「關東卍會」總長 →「東京卍會」總長、「梵天」首領。出生：1990年8月20日，身高：162cm，體重：56kg，血型：B型，愛車：CB250T
東卍創立者之一，格鬥天分極高，人稱「無敵的Mikey」。與大哥真一郎、異母妹妹艾瑪一起由爺爺照顧長大，崇拜以前是不良少年的大哥。為了替被黑龍找碴的朋友討回公道，組織東京卍會擊垮了斑目領導的黑龍。暱稱「Mikey」是小時候為了讓艾瑪不會讓周遭同齡人感到名字奇怪而自己起的。
龍宮寺堅（Ryūgūji Ken）
聲優：鈴木達央（第1季）→福西勝也（第1季重錄、第2季起）、石上靜香（少年）
演員：山田裕貴（電影）；陳内将（舞台劇）；井阪郁巳（音樂劇）
通稱「Draken（龍堅）」，Mikey稱其為「堅仔」。隸屬：「東京卍會」副總長→「梵」成員 →「東京卍會」副總長。出生：1990年5月10日，身高：185cm，體重：75kg，血型：O型，愛車：Zephyr 400 CUSTOM。
東卍創立者之一，是正直又重義氣之人。左邊太陽穴上紋有龍形的刺青。兩歲時被當風塵女子的母親遺棄在澀谷風俗店裡，由店中的小姐們照顧長大，小五時與萬次郎成為好友。與三谷初次見面時以一份牛五花便當作為交換，希望三谷將自己畫在牆上的龍的塗鴉送給他，日後各自都在太陽穴刺上相同的圖案，二人自稱「東卍雙龍」。打架實力極強，能夠一拳打飛半間，也曾一個人打倒十代目黑龍的100名精銳。

### 東京卍會

#### 壹番隊
場地圭介（Baji Keisuke）
聲優：水中雅章
演員：永山絢斗（電影）；上田堪大（舞台劇）
隸屬：「東京卍會」壹番隊隊長。出生：1990年11月3日，身高：175cm，體重：58kg，血型：AB型，愛車：GSX250E。
東卍創立者之一，萬次郎的兒時玩伴，曾為了保護mikey的踏板機車被不良少年打傷。中學一年級時跟一虎一起去偷CB250T機車想送給mikey，行竊失敗才發現車主是mikey大哥真一郎，來不及阻止要行凶的一虎。後來因一虎袒護而沒有進少年院，於原本該升上中二時留級一年，幫助了被圍攻的千冬。萬聖節時被一虎持刀刺成重傷，為不使一虎感到愧疚以及不希望mikey殺死一虎，遂拿刀刺腹而自殺身亡。
松野千冬（Matsuno Chifuyu）
聲優：狩野翔
演員：高杉真宙（電影）；植田圭輔（舞台劇）
隸屬：「東京卍會」壹番隊副隊長→「二代目東京卍會」副總長 →「東京卍會」一番隊副隊長。出生：1991年12月19日，身高：168cm，體重：58kg，血型：O型，愛車：GSX250E。
原是一名囂張的少年，中學開學時聽說同級有留級生，認為是不良少年而想先發制人，看到是打扮如書呆子的場地便折返，後來指正場地寫的錯字。在放學時遭「男打羅」幫眾圍攻，得場地出手相救，自此崇拜場地并且决定永远跟隨他。是繼橘直人後第二個知道花垣武道具有穿越能力的人。
乾青宗（Inui Seishū）
聲優：榎木淳彌
演員：糸川耀士郎（舞台劇）
通稱「阿乾」。隸屬：「黑龍」八代目總長親信→「黑龍」十代目特攻隊長→「東京卍會」壹番隊隊員兼「黑龍」十一代目副總長→「二代目東京卍會」壹番隊隊長 →「東京卍會」七番隊隊員。出生：1989年10月18日，身高：177cm，體重：64kg，血型：B型，愛車：RZ350。
與九井是兒時玩伴，小時候家中失火被九井救出，左臉留下燒傷。因崇拜真一郎，在「黑龍」第八代總長伊佐那時加入，但遭變質的黑龍影響走上歪路而進入少年院，錯過與東卍的大戰。出少年院後為復興黑龍找大壽挑戰被打敗，跟九井拱大壽擔任黑龍第十代總長。

##### 溝中五人衆
千堂敦（Sendō Atsushi）
聲優：寺島拓篤
演員：磯村勇斗（電影）；中尾暢樹（舞台劇）；久保侑大（音樂劇）
隸屬：溝中五人眾→「東京卍會」壹番隊隊員。出生：1991年12月2日。
武道的中學同學，國中時期最大特色為相當搶眼的飛機頭。與武道等人自稱「溝中五人眾」。因招惹到東卍的清將，被當成小弟奴役，在原始世界線16歲時因無法忍受欺凌而刺傷清將被捕，出獄後淪為底層混混。在武道第二次穿越之後阻止他刺傷清將，因此12年後變成東卍的大幹部，經營著夜總會同時生活也相當富裕。但東卍全面遭到稀咲控制而變成他的走狗，甚至被強迫要將武道推下鐵軌，最後由於受不了過著被稀咲控制的生活而在武道面前跳樓自殺。第三次穿越被武道拯救令他脫離東卍，而重拾國中時的夢想成為美髮師，甚至邀請武道成為他的客人。但在武道回到未來與日向約會時，駕駛貨車衝撞他們所乘坐的汽車，武道意外地逃過但日向仍逃不過被殺害的命運。
山本拓也（Yamamoto Takuya）
聲優：廣瀨裕也
演員：田川隼嗣（電影）
隸屬：溝中五人眾→「東京卍會」壹番隊隊員。出生：1991年7月15日。
武道的兒時玩伴，身體為五人中最虛弱的一個。在武道成為壹番隊隊長後五人眾便一同加入壹番隊。
鈴木誠（Suzuki Makoto）
聲優：武內駿輔
演員：高橋里恩（電影）
隸屬：溝中五人眾→「東京卍會」壹番隊隊員。
武道的中學同學，在武道成為壹番隊隊長後五人眾便一同加入壹番隊。
山岸一司（Yamagishi Kazushi）
聲優：葉山翔太
演員：藤堂日向（電影）
隸屬：溝中五人眾→「東京卍會」壹番隊隊員。出生：1992年2月9日。
武道的中學同學，因知道許多不良少年界的情報而被稱為「不良辭典」。在武道成為壹番隊隊長後五人眾便一同加入壹番隊。

#### 貳番隊
三谷隆（Mitsuya Takashi）
聲優：松岡禎丞
演員：真榮田鄉敦（電影）；相澤莉多（舞台劇）；酒寄楓太（音樂劇）
隸屬：「東京卍會」貳番隊隊長→「二代目東京卍會」貳番隊隊長 →「東京卍會」貳番隊隊長。出生：1990年6月12日，身高：170cm（自稱），體重：57kg，血型：A型，愛車：IMPULSE。
東卍創立者之一。小時候曾厭倦照顧兩位妹妹（露娜與瑪娜）的責任，離家出走時遇到龍宮寺，得到龍宮寺勸告。中三時擔任學校手藝部部長。夢想是當服裝設計師。兒時與龍宮寺堅都在太陽穴刺上相同的圖案，故有自稱「東卍雙龍」之一。
柴八戒（Shiba Hakkai）
聲優：畠中祐
演員： 田中涼星（舞台劇）
隸屬：「東京卍會」貳番隊副隊長→「二代目東京卍會」貳番隊副隊長 →「東京卍會」貳番隊副隊長。出生：1991年9月4日，身高：183cm，體重：78kg，血型：O型。
母親去世後與姊姊柚葉常遭哥哥大壽藉故家暴，柚葉為保護八戒自願連他的分一起挨打，但八戒卻對外宣稱是他在保護姊姊，實際上就是欠缺抵抗大哥的膽識，更因長久欺騙自己只有不斷自責的心理。曾退出東卍企圖刺殺哥哥。手機待機畫面是三谷。

#### 参番隊
林田春樹（Hayashida Haruki）姚呈諺
聲優：木村昴
演員：堀家一希（電影）；中島大地（舞台劇）；皇希（音樂劇）
通稱「阿帕」。隸屬：「東京卍會」参番隊隊長→「二代目東京卍會」参番隊隊長 →「東京卍會」參番隊隊長。出生：1991年2月24日，身高：164cm，體重：80kg，血型：O型，愛車：CBX400F。
東卍創立者之一，8.3鬥爭前為了替遭愛美愛主傷害的東卍成員及其女友復仇，刺傷愛美愛主總長，後自首進入少年院。
林良平（Hayashi Ryōhei）
聲優：野津山幸宏
演員：川隅美慎（舞台劇）；平野泰新（音樂劇）
通稱「阿呸」。隸屬：「東京卍會」参番隊副隊長→貳番隊隊員→「東京卍會」参番隊隊長代理→「二代目東京卍會」参番隊副隊長 →「東京卍會」參番隊副隊長。出生：1990年10月15日，身高：176cm，體重：56kg，血型：B型，愛車：Z400FX。
清水將貴（Kiyomizu Masataka）
聲優：日野聰
演員：鈴木伸之（電影）；櫻庭大翔（舞台劇）；川上將大（音樂劇）
通稱「清將」。隸屬：「東京卍會」参番隊隊員。出生：1991年1月18日。
就讀澀谷三中三年級時聽說溝中五人眾要找澀谷三中二年級學生打架，遂痛揍武道等人一頓，之後將他們當成奴隸使喚，讓他們跟人比賽互毆，自己當莊家開賭盤。
赤石仁
聲優：宮下栄治
隸屬：「東京卍會」参番隊隊員。

#### 肆番隊
河田內保也（Kawata Nahoya）
聲優：河西健吾／渕上舞（小學生）
通稱「Smiley」隸屬：「雙悪」總長→「東京卍會」肆番隊隊長→「二代目東京卍會」肆番隊隊長→「東京卍會」六番隊隊長 。出生：1989年5月25日，身高：170cm（含頭髮），體重：56kg，血型：B型，愛車：RZ250。
颯也的雙胞胎哥哥。總是掛著笑容，面笑心冷。與弟弟被合稱為「目黑的雙子惡魔」。
河田颯也（Kawata Sōya）
聲優：河西健吾／渕上舞（小學生）
通稱「Angry」。隸屬：「雙悪」副總長→「東京卍會」肆番隊副隊長→「二代目東京卍會」肆番隊副隊長 →「東京卍會」六番隊副隊長。出生：1989年5月25日，身高：170cm（含頭髮），體重：56kg，血型：B型。
內保也的雙胞胎弟弟。總是一副怒容，惡魔臉孔天使心腸。與哥哥被合稱為「目黑的雙子惡魔」。若是哭了會變身「青鬼」，戰力約是內保也的100倍。

### 主要反派
稀咲鐵太（Kisaki Tetta）
聲優：森久保祥太郎
演員：間宮祥太朗（電影）；結城伽寿也（舞台劇）；橫田龍儀（音樂劇）
隸屬：「愛美愛主」幹部→「東京卍會」参番隊隊長→「天竺」總參謀 →「東京卍會」參謀。出生：1992年1月20日，身高：164cm，體重：58kg，血型：A型。
在數條世界線都是現代東卍總長代理。小六時是個沉默的資優生，與日向是同一間補習班的朋友，目睹武道搭救被中學生包圍的日向，升中學後兩人便無連絡。不停圖謀掌控東卍，手段歹毒，且在數個不同的現代都策劃謀殺武道與日向。犯罪動機是喜歡日向，日向則喜歡不良少年武道，為此計畫成為不良界的頂點，於未來時間線向日向告白被拒而起殺心。關東事變後死於車禍。
半間修二（Hanma Shūji）
聲優：江口拓也
演員：清水尋也（電影）；菊池修司（舞台劇）；磯野大（音樂劇）
隸屬：「愛美愛主」總長代理→「芭流霸羅」初代副總長→「東京卍會」陸番隊隊長→「天竺」幹部→「关東卍會」游击队幹部 →「東京卍會」參謀。出生：1989年10月27日，身高：192cm，體重：79kg，血型：AB型。
稀咲的搭檔，左右手分別有「罪」、「罰」的刺青，口頭禪是「好悶（ダリィ，台灣Animax翻譯為：真沒意思）」，打架的實力不輸龍宮寺坚，初登場時曾擋下Mikey的踢擊。以前的外號是「歌舞伎町的死神」。在歌舞伎町因為強悍的打架身手而使附近的不良對其懼怕。在長內擔任第八代愛美愛主總長時與稀咲第一次見面，跟著稀咲是因為他能的計畫總能給半間帶來快樂。和稀咲一同策劃了：83抗爭、血色萬聖節、聖夜決戰以及關東事變，在關東事變時，為了掩護稀咲而留下來和龍宮寺堅單挑斷後，但落敗，稀咲死於車禍後，半間也罕見的流下了眼淚。

### 愛美愛主
長内信高（Osanai Nobutaka）
聲優：竹內榮治
演員：湊祥希（電影）；新田健太（舞台劇）；高田誠（音樂劇）
隸屬：「愛美愛主」第八代總長。
因稀咲的幫助成為愛美愛主老大，並遭其利用於挑釁東卍，揹了殘害東卍成員及其女友的黑鍋，被林田刺傷腰部，痊癒後脫離暴走族成為木工學徒。

### 芭流霸羅
羽宮一虎（Hanemiya Kazutora）
聲優：土岐隼一
演員：村上虹郎（電影）；赤澤燈（舞台劇）
隸屬：「東京卍會」特攻隊長→「芭流霸羅」No.3 →「東京卍會」肆番隊隊長。出生：1990年9月16日，身高：174cm，體重：60kg，血型：AB型，愛車：KH400。
東卍創立者之一。被黑龍的斑目找麻煩，導致友人們成立東卍對抗。慫恿場地一起去偷CB250T送給mikey萬次郎，因行竊失敗動手打死車主而入少年院兩年。知道車主是mikey的大哥真一郎後無法接受現實，遂說服自己把萬次郎當作敵人，給自己的行為找藉口，甚至與半間合作率領自己麾下的手下創建了反東卍勢力的芭流霸羅來向東卍對抗。重傷mikey、殺害場地，本應死於血腥萬聖節，因武道介入而存活，但也殺死了場地，最終坦然面對自己所有的過錯。
沖和（Chome）
聲優：水島大宙
演員：田中偉登（電影）
隸屬：「芭流霸羅」幹部。
一虎左膀，是一虎在少年院認識的打架同伴，被一虎邀請來對付「Mikey」以及「東京卍會」。
沖枚（Chonbo）
聲優：岩瀬周平
演員：今村謙斗（電影）
隸屬：「芭流霸羅」幹部。
一虎右臂，是一虎在少年院認識的打架同伴，被一虎邀請來對付「Mikey」以及「東京卍會」。
丁次（Chōji）
聲優：柳田淳一
演員：山口大地（電影）
隸屬：「愛美愛主」成員→「芭流霸羅」幹部。
稀咲身邊的部下，絕對服從於稀咲的命令。在血之萬聖節時率領部下意圖攻擊暫時昏倒的「Mikey」，而被稀咲假裝阻止而被擊倒。
濱田忠臣
聲優：金子隼人
隸屬：「愛美愛主」成員→「芭流霸羅」內應成員→「東京卍會」參番隊副隊長
稀咲身邊的部下，絕對服從稀咲的命令。

### 黑龍
柴大壽（Shiba Taijyu）
聲優：杉田智和
演員：新井將（舞台劇）
隸屬：「黑龍」第十代總長→「二代目東京卍會」陸番隊隊長 →「東京卍會」七番隊隊長。
八戒之兄。1989年7月24日
母親去世後時常虐待弟妹，性格殘忍暴力。本來應該被柚葉刺殺，因武道等人介入而存活，聖夜決戰後離家，並承認暴力不等於一切。

### 天竺
黑川伊佐那（Kurokawa Izana）
聲優：島崎信長、種崎敦美（少年）
隸屬：「黑龍」第八代總長→「天竺」初代總長→「東京卍會」八番隊隊長。出生：1987年8月30日，身高：165cm，體重：58kg，血型：A型，愛車：CBR400F。
原被認為是艾瑪的親哥哥以及萬次郎的同父異母哥哥，但實際上與他們無血緣關係。小時候被送到福利院，只有真一郎去探望他，對真一郎很尊敬。13歲時進入少年院認識武藤等人，他們以「S62（昭和62年）世代」聞名。從他寄給真一郎的信上顯示，他厭惡看到萬次郎的名字。離開少年院後成為黑龍總長，在他的帶領下黑龍成為竊盜、嗑藥樣樣都來的惡劣團體。伊佐那的心理極端空虛以及恐怖也非常具行動力，鶴蝶曾評價伊佐那的強是「孤獨」，12歲時曾被群毆受重傷，傷癒後他便一個一個把對方找出來痛毆一頓甚至找上了集團的首領，揚言只要對方還活著，身邊的親朋好友就會被打的再也站不起來，後來那個人因為走投無路而上吊自殺了。被Mucho評為「具有神乎其神的打架才能」，Mucho曾說道只有伊佐那是他絕對的「王」，因此在伊佐那創立天竺後，便立刻叛離了東京卍會。在斑目被擊倒後，認為斑目和當年一樣沒有任何長進。在少年院時以一己之力統帥了「極惡世代」，曾ㄧ腳踢飛阿呸，並在和Mikey 的單挑中多次擋下對方的踢擊。伊佐那表示「極惡世代」之所以聽令於他是因為懼怕他。在關東事變時為救鶴蝶而被稀咲槍殺致死。在中槍死亡後灰谷蘭替伊佐那闔上雙眼並表示自己非常崇敬他們也將他們的生存方式都看在眼裡。
武藤泰宏（Mutō Yasuhiro）
聲優：小野大輔
通稱「Mucho」。隸屬：「東京卍會」伍番隊隊長→「天竺」幹部→「東京卍會」八番隊隊員。出生：1987年4月28日，身高：187cm，體重：86kg，血型：O型。
S62世代之一，曾把他人打成半身不遂，因觸犯傷害罪進入少年院。關東事變出獄後，被三途帶回大戰地點斬殺。

### 梵天

#### 梵
瓦城千咒
聲優：伊瀨茉莉也
隸屬：「梵」首領→ 「二代目東京卍會」伍番隊隊長→「東京卍會」伍番隊副隊長。
人稱「無二之千咒」。原名為「明司千壽」。一開始被武道誤認成男生，但其實是女的。
明司武臣
人稱:「軍神」
隸屬：「黒龍」初代副隊長→「梵」NO.2。
荒師慶三
綽號：「赤壁」
隸屬：「螺愚那六」総長→「黒龍」初代親衛隊隊長→「梵」大幹部→「關東卍會」游擊隊副隊長。
今牛若狭
身高：160公分 體重53公斤
通稱：「白豹」
隸屬：「煌道連合」総大将→「黒龍」初代特攻隊長→「梵」大幹部→「關東卍會」游擊隊隊長。

#### 六破羅單代
寺野南
隸屬：「六破羅単代」総代。
人稱「無雙之南」。在巴西里約的貧民窟成長出生，與體弱多病的母親相依為命，幼年時只有一台音色走調的鋼琴作為娛樂。當時關照母親的男人叫做「迪諾」，迪諾教會了在異國長大的南如何生存，迪諾是地痞的老大，貧民窟的街之王。南於5歲時第一次行使「暴力」槍殺了迪諾的敵人，南用得來的錢第一次買了雙完整的好鞋，自那天起南知曉了暴力的價值。12歲時南以「愛」為由親手打死了堪稱父親的迪諾，於那天起寺野南已成大器成為了匪幫「DINO SOUTH」的首領。14歲時遭到敵對幫派的襲擊，母親在襲擊中死亡，南也身中槍傷，失去父母的南也移居到日本的祖父母家。
關東事變過後，南也碰上了因事變而進入少年鑑別所的極惡世代，為了創造自己的時代，南找上極惡世代，並以一人之力將其全數擊潰並收服。離開少年院的南創立六破羅單代，也拉攏鶴蝶進入令其成為了幹部首席。六破羅單代與梵和關東卍會並列「三天」。
鶴蝶（Kakuchō）
聲：山下誠一郎
隸屬：「天竺」四天王→「六破羅単代」首席→「關東卍會」親衛隊隊長→「梵天」三把手→「東京卍會」八番隊副隊長。身高：179cm，體重：63kg，血型：O型。
是天竺内具良心的人物，跟武道是兒時玩伴，小二時搬到横濱兩人斷了聯繫。與內保也對戰時為了傳話給武道而爽快認輸，私下表示不贊同天竺向東卍宣戰。頭頂至左眼有一道因為車禍而留下的傷疤小時候與伊佐那於福利院相識，自此跟從他。打架實力極強，天竺四天王之首，實力只在伊佐那之下。關東事變當中僅憑一人就撂倒了東京卍會的副隊長級幹部，被伊佐那評為「天竺的主力只有鶴蝶一人，其他四天王與鶴蝶相比不值得一提」雖然打架實力強，但與其他天竺幹部相比不喜歡隨意驅使暴力，也不喜歡群聚，是獨來獨往的一匹狼性格。
灰谷蘭（Haitani Ran）
聲：浪川大輔
隸屬：「六本木」之首→「天竺」四天王→「六破羅単代」第弐席→「關東卍會」特攻隊隊長→「梵天」幹部 →「東京卍會」八番隊隊員。
出生：1987年5月26日，身高：183cm，體重：70kg，血型：A型。
S62世代之一，「灰谷蘭」曾與「狂極」總長單挑，一擊取勝，又毆打狂極副總長致其頭部骨折送醫不治，因「傷害致死罪」進入少年院。與弟弟龍膽於13歲時成為了統領六本木的首領。擅長抓時機從對手背後偷襲，且也不隱諱的表明自己會使用卑劣的戰法。慣用武器為一支可以伸縮的警棍，與弟弟龍膽的默契極佳，兩人慣用的戰術為由龍膽運用關節技鎖住對手手再由蘭上前追擊。
灰谷龍膽（Haitani Rindō）
聲：下野紘
隸屬：「六本木」副首→「天竺」幹部→「六破羅単代」第参席→「關東卍會」特攻隊副隊長→「梵天」幹部 →「東京卍會」八番隊隊員。
出生：1988年10月20日，身高：172cm，體重：65kg，血型：B型。
灰谷蘭之弟。與「狂極」副總長的對決時，用關節技扣住對方讓其兄毆打，共犯「傷害致死罪」進入少年院。與哥哥蘭於13歲時成為了統領六本木的首領。擅長技巧為關節技，能夠精準的扣住對方並讓對方脫臼或骨折。與哥哥蘭的默契極佳，兩人慣用的戰術為由龍膽運用關節技鎖住對手手再由蘭上前追擊。
望月莞爾（Mochizuki Kanji）
聲：稻田徹
隸屬：「呪華武」總長→「天竺」四天王→「六破羅単代」第肆席→「關東卍會」幹部→「梵天」幹部 →「東京卍會」八番隊隊員。出生：1988年3月9日，身高：192cm，體重：94kg，血型：B型。
S62世代之一，通稱「阿餅」。13歲時打了一名想制止鬥毆的警察，因「公務執行妨害」被送進少年院。
斑目獅音（Madarame Shion）
聲：內山昂輝
隸屬：「黑龍」第九代總長→「天竺」四天王→「六破羅単代」第伍席→「關東卍會」幹部 →「東京卍會」八番隊隊員。出生：1988年3月21日，身高：180cm，體重：66kg，血型：AB型。
S62世代之一。在黑龍時期找一虎麻煩，後遭對方組織的東卍擊潰。

#### 關東卍會
三途春千夜（Sanzu Haruchiyo）
聲優：岡本信彥
隸屬：「東京卍會」伍番隊副隊長→「天竺」隊員→「關東卍會」副總長→「梵天」二把手 →「東京卍會」伍番隊隊長。
出生：1990年7月3日，身高：172cm，體重：55kg，血型：AB型。
東卍時期總是戴著口罩，隨同武藤脫離東卍並加入「天竺」，關東事變後將出獄的武藤殺害，並成為「關東卍會」的副總長，在此後的現代時間線成為「梵天」的二把手。原名为明司春千夜。
九井一（Kokonoi Hajime）
聲優：花江夏樹
演員：橋本祥平（舞台劇）
通稱「可可」。隸屬：「黑龍」第十代親衛隊長→「東京卍會」壹番隊隊員→「天竺」幹部→「關東卍會」參謀→「梵天」幹部 →「東京卍會」七番隊隊員。出生：1990年4月1日，身高：174cm，體重：60kg，血型：A型。
與乾青宗是兒時玩伴，喜歡乾的姊姊赤音，在赤音火災燒傷後，為了替她籌措醫藥費開始招集不良少年從事非法生意，但赤音仍不治逝世。在黑龍時替組織賺取大量資金，其商業手腕後來被天竺相中，武藤叛離東卍時用乾的安危迫其加入天竺。現代時間線為「梵天」幹部。

### 親屬相關

#### 佐野家
佐野艾瑪（Sano Ema，東立版翻譯為佐野繪麻）
聲優：內山夕實
演員：伊藤萌萌香（舞台劇）
萬次郎的異母妹妹，身高150cm，生日11月25日。小時候與伊佐那以及母親分別，被佐野家收養。喜歡龍宮寺堅。被稀咲騎車用球棒襲擊後而去世。
佐野真一郎（Sano Shinichirō）
聲優：松風雅也
隸屬：「黑龍」初代總長。出生：1980年8月1日，身高：182cm。
「黑龍」創辦人，年長萬次郎十歲的大哥。性格與武道相似，不擅長打架，但極有人望以及極具領導才能，1995年2月22日成立「黑龍」並成為初代總長。引退後經營機車店，遭入室行竊的一虎攻擊，卒於2003年8月14日。
佐野萬作（Sano Mansaku）
聲優：斧篤志
真一郎、艾瑪與萬次郎的爺爺，空手道場的師父，將三人養育長大。
佐野真（Sano Makoto）
萬作的兒子，真一郎、萬次郎與艾瑪的父親，車禍而亡。
佐野櫻子（Sano Sakurako）
真一郎與萬次郎的母親，因病而逝。

#### 橘家
橘亮子（Tachibana Ryoko）
聲優：沼倉愛美
日向與直人的母親。
橘正人（Tachibana Masato）
日向與直人的父親。

#### 其他親屬
柴柚葉（Shiba Yuzuha）
聲優：小松未可子
演員：飯窪春菜（舞台劇）
柴八戒的姊姊。母親死後與八戒遭哥哥大壽家暴，為庇護八戒要求大壽只揍她一人。曾向武道抱怨八戒的待機畫面是三谷，自己的則是八戒。聖夜決戰篇後喜歡上武道，但對八戒表示不會干預武道與橘日向的戀情。
乾赤音（Inui Akane）
聲優：上田麗奈
乾青宗的姊姊，比青宗年長5歲。家中失火致嚴重燒傷，治療了一段時間仍因傷重死亡。
黑川加蓮（Kurokawa Karen）
聲優：佐藤利奈
伊佐那與艾瑪的母親，然而與伊佐那並無血緣關係。將年幼的兩子離棄後，隨別的男人而去。

### 其他
長谷川
聲優：平田真菜
武道打工的DVD出租店長。
勝
聲優：濱添伸也
武道的堂親、冒名自稱「涉谷三中的頭頭」，實為清將的跑腿小弟。
小島
聲優：阿部大樹
櫻中的不良，打架賭局中拓也的對手。
鮫山
聲優：大畑伸太郎
龍堅在小五時的不良，後來被Mikey打敗。
阪泉
聲優：三宅健太
ICBM成員。擔任東京卍會和芭流霸羅鬥爭的主持人，但還沒開始決定雙方的鬥爭方法就突然被羽宮一虎擊倒。
嚼男
聲優：矢野龍太
統領上野的不良，東京卍會和芭流霸羅鬥爭的觀戰者。
浩二
聲優：岩澤俊樹
血色萬聖節事件的12年後世界，擔任東卍幹部武道的司機。

## 出版書籍

### 漫畫
| 卷數 | 講談社         | 講談社                 | 東立出版社     | 東立出版社                           |
| 卷數 | 發售日期       | ISBN                   | 發售日期       | ISBN                                 |
| ---- | -------------- | ---------------------- | -------------- | ------------------------------------ |
| 1    | 2017年5月17日  | ISBN 978-4-06-395938-3 | 2018年7月27日  | ISBN 978-957-26-0840-1               |
| 2    | 2017年7月14日  | ISBN 978-4-06-510033-2 | 2019年1月24日  | ISBN 978-957-26-0841-8               |
| 3    | 2017年9月15日  | ISBN 978-4-06-510188-9 | 2019年3月25日  | ISBN 978-957-26-0842-5               |
| 4    | 2017年11月17日 | ISBN 978-4-06-510394-4 | 2020年9月28日  | ISBN 978-957-26-0843-2               |
| 5    | 2018年2月16日  | ISBN 978-4-06-510969-4 | 2021年7月5日   | ISBN 978-957-26-0844-9               |
| 6    | 2018年4月17日  | ISBN 978-4-06-511206-9 | 2021年11月19日 | ISBN 978-957-26-3540-7               |
| 7    | 2018年6月15日  | ISBN 978-4-06-511620-3 | 2021年12月16日 | ISBN 978-957-26-3541-4               |
| 8    | 2018年9月14日  | ISBN 978-4-06-512238-9 | 2022年1月24日  | ISBN 978-957-26-8181-7（首刷附錄版） |
| 9    | 2018年11月16日 | ISBN 978-4-06-513248-7 | 2022年2月25日  | ISBN 978-957-26-3543-8               |
| 10   | 2019年1月17日  | ISBN 978-4-06-513874-8 | 2022年3月28日  | ISBN 978-957-26-8517-4（首刷附錄版） |
| 11   | 2019年3月15日  | ISBN 978-4-06-514445-9 | 2022年4月28日  | ISBN 978-957-26-8518-1（首刷附錄版） |
| 12   | 2019年6月17日  | ISBN 978-4-06-515086-3 | 2022年5月27日  | ISBN 978-957-26-8519-8（首刷附錄版） |
| 13   | 2019年8月16日  | ISBN 978-4-06-515697-1 | 2022年6月27日  | ISBN 978-957-26-9686-6（首刷附錄版） |
| 14   | 2019年10月17日 | ISBN 978-4-06-517159-2 | 2022年7月28日  | ISBN 978-957-26-9687-3（首刷附錄版） |
| 15   | 2019年12月17日 | ISBN 978-4-06-517549-1 | 2022年8月29日  | ISBN 978-957-26-9688-0（首刷附錄版） |
| 16   | 2020年3月17日  | ISBN 978-4-06-518167-6 | 2022年9月29日  | ISBN 978-957-26-8946-2               |
| 17   | 2020年5月15日  | ISBN 978-4-06-518851-4 | 2022年10月31日 | ISBN 978-957-26-8947-9               |
| 18   | 2020年7月17日  | ISBN 978-4-06-520106-0 | 2022年11月24日 | ISBN 978-626-7185-42-1               |
| 19   | 2020年9月17日  | ISBN 978-4-06-520598-3 | 2022年12月29日 | ISBN 978-626-7185-43-8               |
| 20   | 2020年12月17日 | ISBN 978-4-06-521482-4 | 2023年1月19日  | ISBN 978-626-7185-44-5               |
| 21   | 2021年2月17日  | ISBN 978-4-06-522067-2 | 2023年2月17日  | ISBN 978-626-7185-45-2               |
| 22   | 2021年4月16日  | ISBN 978-4-06-522883-8 | 2023年4月13日  | ISBN 978-626-7185-46-9               |
| 23   | 2021年7月16日  | ISBN 978-4-06-524028-1 | 2023年5月22日  | ISBN 978-626-347-503-8               |
| 24   | 2021年9月17日  | ISBN 978-4-06-524839-3 | 2023年6月16日  | ISBN 978-626-347-504-5               |
| 25   | 2021年12月17日 | ISBN 978-4-06-526284-9 | 2023年7月17日  | ISBN 978-626-360-560-2               |
| 26   | 2022年2月17日  | ISBN 978-4-06-526893-3 | 2023年8月14日  | ISBN 978-626-360-561-9               |
| 27   | 2022年4月15日  | ISBN 978-4-06-527526-9 | 2023年9月18日  | ISBN 978-626-360-562-6               |
| 28   | 2022年6月17日  | ISBN 978-4-06-528178-9 | 2023年10月16日 | ISBN 978-626-360-563-3               |
| 29   | 2022年8月17日  | ISBN 978-4-06-528657-9 | 2023年11月16日 | ISBN 978-626-360-564-0               |
| 30   | 2022年11月17日 | ISBN 978-4-06-529637-0 | 2023年12月8日  | ISBN 978-626-372-669-7               |
| 31   | 2023年1月17日  | ISBN 978-4-06-530344-3 | 2024年1月18日  | ISBN 978-626-372-670-3               |

### 公式書
全3卷
| 卷數 | 標題             | 講談社        | 講談社                 | 標題            | 東立出版社    | 東立出版社             |
| 卷數 | 標題             | 發售日期      | ISBN                   | 標題            | 發售日期      | ISBN                   |
| ---- | ---------------- | ------------- | ---------------------- | --------------- | ------------- | ---------------------- |
| 1    | 天上天下         | 2021年4月16日 | ISBN 978-4-06-522988-0 | 天上天下        | 2023年4月24日 | ISBN 978-626-360-041-6 |
| 2    | 芭流覇羅・黒龍編 | 2022年4月15日 | ISBN 978-4-06-527587-0 | 芭流霸羅‧黑龍篇 | 2024年3月11日 | ISBN 978-626-360-042-3 |
| 3    | 天竺編           | 2022年6月17日 | ISBN 978-4-06-528201-4 | 天竺篇          | 2024年6月4日  | ISBN 978-626-02-0525-6 |

東京卍復仇者 角色名鑑 REMEMBER YOU!
| 卷數 | 週刊少年MAGAZINE編輯部 | 週刊少年MAGAZINE編輯部 | 東立出版社    | 東立出版社             |
| 卷數 | 發售日期               | ISBN                   | 發售日期      | ISBN                   |
| ---- | ---------------------- | ---------------------- | ------------- | ---------------------- |
| 全   | 2023年1月17日          | ISBN 978-4-06-530321-4 | 2025年5月22日 | ISBN 978-626-02-3494-2 |

## 電視動畫
2020年6月19日宣布製作電視動畫。動畫《東京復仇者》第一期於2021年4月11日開始播放，播至同年9月19日。第二期於2023年1月8日開始播放，播至同年4月2日。第三期於2023年10月3日開始播放。播至同年12月26日。第四期預定於2026年播出。

## 舞台劇
舞台劇《東京復仇者》於2021年8月6日－8月8日在大阪市、2021年8月12日－8月14日在東京以及2021年8月19日－8月22日在橫濱市演出。

### 演員
- 花垣武道：木津翼（日语：木津つばさ）
- 橘日向：花瀬琴音
- 橘直人：野口準（日语：野口準）
- 佐野萬次郎：松田凌（日语：松田凌）
- 龍宮寺堅：陳內將
- 千堂敦：中尾暢樹
- 林良平：川隅美慎（日语：川隅美慎）
- 林田春樹：中島大地
- 三谷隆：相澤莉多
- 半間修二：菊池修司（日语：菊池修司）
- 清水將貴：櫻庭大翔（日语：桜庭大翔）
- 長內信高：新田健太（日语：新田健太）

### 幕後人員
- 原作：和久井健「東京卍復仇者」（講談社「週刊少年Magazine」連載）
- 劇本・演出：伊勢直弘（日语：伊勢直弘）

- 主題曲：Sir Vanity「HERO」
- 美術：乘峯雅寛
- 舞台音樂：こおろぎ
- 技術監督：寅川英司
- 舞台監督：櫻井健太郎
- 照明：大波多秀起（デイライト）
- 音響效果：天野高志（RESON）
- 衣裳：雲出三緒
- 髮型：木村美和子（dot）
- 小道具：平野雅史（日语：平野雅史）、翁長聖菜
- 動作：新田健太（日语：新田健太）（Japan Action Enterprise）
- 演出助手：丹治泰人（SPM）
- 演出部：矢島健、佐藤豪、藥師寺ほのか
- 宣傳美術：羽尾萬里子（Mujina:art）
- 宣傳寫真：金山フヒト
- Web設計：EAST END CREATIVE
- Logo設計：hive & co., ltd
- 製作：Office ENDLESS
- 製作人：下浦貴敬

- 主辦：舞台「東京復仇者」製作委員會（Office ENDLESS、AT-X、波麗佳音、サンライズプロモーション大阪、每日放送、DMM STAGE、講談社）

## 音樂劇
音樂劇《東京復仇者》預計於2023年11月24日－26日在東京、2023年12月1日－3日在大阪市上演。

### 演員
- 花垣武道：竹中凌平
- 佐野萬次郎：北村諒
- 龍宮寺堅：井阪郁巳
- 千堂敦：久保侑大
- 三谷隆：酒寄楓太
- 林良平：平野泰新
- 林田春樹：皇希
- 清水將貴：川上將大
- 半間修二：磯野 大
- 長内信高：高田 誠
- 橘直人：佐藤信長
- 橘日向：佐佐木舞香（＝LOVE）
- 稀咲鐵太：橫田龍儀

### 幕後人員
- 原作：和久井健「東京卍復仇者」（講談社「週刊少年Magazine」連載）
- 演出：三浦香
- 腳本、作詞：赤澤ムック
- 音樂：manzo
- 舞步：遠山晶斯(梅棒)、YOU

## 外部連結
漫畫
- 東京卍リベンジャーズ - 和久井健 （页面存档备份，存于） - マガジンポケット
- 東京卍リベンジャーズ【公式】的X（前Twitter）

舞台劇
- 舞台劇《東京復仇者》官方網站 （页面存档备份，存于）（日語）
  - 舞台「東京リベンジャーズ」的X（前Twitter）